# Libež
Libež är en ort i Tjeckien.   Den ligger i regionen Mellersta Böhmen, i den centrala delen av landet, 50 km sydost om huvudstaden Prag. Libež ligger 330 meter över havet och antalet invånare är 167.
Terrängen runt Libež är huvudsakligen platt. Libež ligger nere i en dal.Runt Libež är det ganska glesbefolkat, med 48 invånare per kvadratkilometer. Närmaste större samhälle är Benešov, 16,7 km väster om Libež. I omgivningarna runt Libež växer i huvudsak blandskog.